# Tour international de Rhodes 2017
La 12e édition du Tour International de Rhodes a eu lieu du 10 au 12 mars 2017 après quatorze ans d'absence. La course fait partie du calendrier UCI Europe Tour 2017 en catégorie 2.2.

## Présentation

### Équipes
Classé en catégorie 2.2 de l'UCI Europe Tour, le Tour International de Rhodes est par conséquent ouvert aux équipes continentales professionnelles grecques, ainsi qu'à un maximum de deux étrangères, aux équipes continentales, aux équipes nationales et aux équipes régionales et de clubs.
Trente équipes participent à ce Tour International de Rhodes - dix-huit équipes continentales,  huit équipes régionales et de clubs et quatre équipes nationales :
| Équipes continentales           | Équipes continentales | Équipes continentales |
| Nom de l'équipe                 | Pays                  | Code                  |
| ------------------------------- | --------------------- | --------------------- |
| Copenhagen                      | Danemark              | CPH                   |
| Cyclesport.se-Memil             | Koweït                | CSM                   |
| Dauner D&DQ-Akkon               | Allemagne             | TDA                   |
| FixIT.no                        | Norvège               | FIX                   |
| Hrinkow Advarics Cycleang       | Autriche              | HAC                   |
| Leopard                         | Luxembourg            | LPC                   |
| Lotto-Kern-Haus                 | Allemagne             | LKH                   |
| Minsk CC                        | Biélorussie           | MCC                   |
| Nice                            | Koweït                | NCT                   |
| Roth-Akros                      | Suisse                | TRA                   |
| Sauerland NRW-Henley & Partners | Allemagne             | SVL                   |
| SKC Tufo Prostějov              | Tchéquie              | SKC                   |
| Torku Şekerspor                 | Turquie               | TRK                   |
| Tre Berg-PostNord               | Suède                 | TTB                   |
| Uno-X Hydrogen Development      | Norvège               | UXT                   |
| Véloconcept                     | Danemark              | TVC                   |
| Vorarlberg                      | Autriche              | VOL                   |
| Wiggins                         | Royaume-Uni           | WGN                   |

| Équipes régionales et de clubs | Équipes régionales et de clubs | Équipes régionales et de clubs |
| Nom de l'équipe                | Pays                           | Code                           |
| ------------------------------ | ------------------------------ | ------------------------------ |
| Équipe mixte Iviskos-Rodilios  | Grèce                          |                                |
| Équipe mixte SP Tableware      | Grèce                          |                                |
| Embrace the World              | Allemagne                      |                                |
| Feldbinder Owayo KTM           | Autriche                       |                                |
| For Galilee Cycles Israel      | Israël                         |                                |
| Maxxis 4 Racing                | Royaume-Uni                    |                                |
| Οpelit-Fachklinik Dr Herzog    | Allemagne                      |                                |
| Velo Schils Interbike          | Royaume-Uni                    |                                |

| Équipes nationales           | Équipes nationales | Équipes nationales |
| Nom de l'équipe              | Pays               | Code               |
| ---------------------------- | ------------------ | ------------------ |
| Équipe nationale de Finlande | Finlande           | FIN                |
| Équipe nationale de Grèce    | Grèce              | GRE                |
| Équipe nationale de Pologne  | Pologne            | POL                |
| Équipe nationale de Suisse   | Suisse             | SUI                |

## Étapes
| Étape     | Date    | Villes étapes   | type                      | Distance (km) | Vainqueur d'étape | Leader du classement général |
| --------- | ------- | --------------- | ------------------------- | ------------- | ----------------- | ---------------------------- |
| 1re étape | 10 mars | Rhodes – Rhodes | étape de moyenne montagne | 156           | Colin Stüssi      | Colin Stüssi                 |
| 2e étape  | 11 mars | Rhodes – Rhodes | étape de moyenne montagne | 172           | Szymon Rekita     | Colin Stüssi                 |
| 3e étape  | 12 mars | Rhodes – Rhodes | étape de moyenne montagne | 175           | Alexander Kamp    | Colin Stüssi                 |

## Déroulement de la course

### 1reétape
| \| Classement de l'étape \| Classement de l'étape \| Classement de l'étape \| Classement de l'étape \| Classement de l'étape \| \| Coureur \| Coureur \| Pays \| Équipe \| Temps \| \| --------------------- \| ---------------------- \| --------------------- \| -------------------------- \| --------------------- \| \| 1er \| Colin Stüssi \| Suisse \| Roth-Akros \| 3 h 52 min 37 s \| \| 2e \| Åsmund Løvik \| Norvège \| FixIT.no \| + 25 s \| \| 3e \| Cyrille Thièry \| Suisse \| Suisse \| + 1 min 12 s \| \| 4e \| Audun Fløtten \| Norvège \| Uno-X Hydrogen Development \| + 1 min 12 s \| \| 5e \| Ken-Levi Eikeland \| Norvège \| FixIT.no \| + 1 min 28 s \| \| 6e \| Aksel Nõmmela \| Estonie \| Leopard Pro Cycling \| + 1 min 28 s \| \| 7e \| Fabian Lienhard \| Suisse \| Team Vorarlberg \| + 1 min 28 s \| \| 8e \| Marcus Fåglum \| Suède \| Tre Berg-PostNord \| + 1 min 28 s \| \| 9e \| Polychrónis Tzortzákis \| Grèce \| Grèce \| + 1 min 28 s \| \| 10e \| Dominik Hrinkow \| Autriche \| Hrinkow Advarics Cycleang \| + 1 min 28 s \| |                        |          |                            |                 |
| |                        |          |                            |                 |
| Source : ProCyclingStats |                        |          |                            |                 |
| Classement de l'étape |                        |          |                            |                 |
| Coureur | Coureur                | Pays     | Équipe                     | Temps           |
| 1er | Colin Stüssi           | Suisse   | Roth-Akros                 | 3 h 52 min 37 s |
| 2e | Åsmund Løvik           | Norvège  | FixIT.no                   | + 25 s          |
| 3e | Cyrille Thièry         | Suisse   | Suisse                     | + 1 min 12 s    |
| 4e | Audun Fløtten          | Norvège  | Uno-X Hydrogen Development | + 1 min 12 s    |
| 5e | Ken-Levi Eikeland      | Norvège  | FixIT.no                   | + 1 min 28 s    |
| 6e | Aksel Nõmmela          | Estonie  | Leopard Pro Cycling        | + 1 min 28 s    |
| 7e | Fabian Lienhard        | Suisse   | Team Vorarlberg            | + 1 min 28 s    |
| 8e | Marcus Fåglum          | Suède    | Tre Berg-PostNord          | + 1 min 28 s    |
| 9e | Polychrónis Tzortzákis | Grèce    | Grèce                      | + 1 min 28 s    |
| 10e | Dominik Hrinkow        | Autriche | Hrinkow Advarics Cycleang  | + 1 min 28 s    |

| \| Classement général \| Classement général \| Classement général \| Classement général \| Classement général \| \| Coureur \| Coureur \| Pays \| Équipe \| Temps \| \| ------------------ \| ---------------------- \| ------------------ \| -------------------------- \| ------------------ \| \| 1er \| Colin Stüssi \| Suisse \| Roth-Akros \| 3 h 52 min 24 s \| \| 2e \| Åsmund Løvik \| Norvège \| FixIT.no \| + 30 s \| \| 3e \| Cyrille Thièry \| Suisse \| Suisse \| + 1 min 20 s \| \| 4e \| Audun Fløtten \| Norvège \| Uno-X Hydrogen Development \| + 1 min 25 s \| \| 5e \| Polychrónis Tzortzákis \| Grèce \| Grèce \| + 1 min 39 s \| \| 6e \| Ken-Levi Eikeland \| Norvège \| FixIT.no \| + 1 min 41 s \| \| 7e \| Aksel Nõmmela \| Estonie \| Leopard Pro Cycling \| + 1 min 41 s \| \| 8e \| Fabian Lienhard \| Suisse \| Team Vorarlberg \| + 1 min 41 s \| \| 9e \| Marcus Fåglum \| Suède \| Tre Berg-PostNord \| + 1 min 41 s \| \| 10e \| Dominik Hrinkow \| Autriche \| Hrinkow Advarics Cycleang \| + 1 min 41 s \| |                        |          |                            |                 |
| |                        |          |                            |                 |
| Source : ProCyclingStats |                        |          |                            |                 |
| Classement général |                        |          |                            |                 |
| Coureur | Coureur                | Pays     | Équipe                     | Temps           |
| 1er | Colin Stüssi           | Suisse   | Roth-Akros                 | 3 h 52 min 24 s |
| 2e | Åsmund Løvik           | Norvège  | FixIT.no                   | + 30 s          |
| 3e | Cyrille Thièry         | Suisse   | Suisse                     | + 1 min 20 s    |
| 4e | Audun Fløtten          | Norvège  | Uno-X Hydrogen Development | + 1 min 25 s    |
| 5e | Polychrónis Tzortzákis | Grèce    | Grèce                      | + 1 min 39 s    |
| 6e | Ken-Levi Eikeland      | Norvège  | FixIT.no                   | + 1 min 41 s    |
| 7e | Aksel Nõmmela          | Estonie  | Leopard Pro Cycling        | + 1 min 41 s    |
| 8e | Fabian Lienhard        | Suisse   | Team Vorarlberg            | + 1 min 41 s    |
| 9e | Marcus Fåglum          | Suède    | Tre Berg-PostNord          | + 1 min 41 s    |
| 10e | Dominik Hrinkow        | Autriche | Hrinkow Advarics Cycleang  | + 1 min 41 s    |

### 2eétape
| \| Classement de l'étape \| Classement de l'étape \| Classement de l'étape \| Classement de l'étape \| Classement de l'étape \| \| Coureur \| Coureur \| Pays \| Équipe \| Temps \| \| --------------------- \| --------------------- \| --------------------- \| --------------------------------------- \| --------------------- \| \| 1er \| Szymon Rekita \| Pologne \| Leopard Pro Cycling \| 4 h 11 min 18 s \| \| 2e \| Ken-Levi Eikeland \| Norvège \| FixIT.no \| + 8 s \| \| 3e \| Marcus Fåglum \| Suède \| Tre Berg-PostNord \| + 8 s \| \| 4e \| Fabian Lienhard \| Suisse \| Team Vorarlberg \| + 8 s \| \| 5e \| Aksel Nõmmela \| Estonie \| Leopard Pro Cycling \| + 8 s \| \| 6e \| Dominik Hrinkow \| Autriche \| Hrinkow Advarics Cycleang \| + 8 s \| \| 7e \| Raphael Freienstein \| Allemagne \| Team Lotto-Kern Haus \| + 8 s \| \| 8e \| Kim Magnusson \| Suède \| Tre Berg-PostNord \| + 8 s \| \| 9e \| Christian Mager \| Allemagne \| Team Sauerland NRW p/b Henly & Partners \| + 8 s \| \| 10e \| Tom Wirtgen \| Luxembourg \| Leopard Pro Cycling \| + 8 s \| |                     |            |                                         |                 |
| |                     |            |                                         |                 |
| Source : ProCyclingStats |                     |            |                                         |                 |
| Classement de l'étape |                     |            |                                         |                 |
| Coureur | Coureur             | Pays       | Équipe                                  | Temps           |
| 1er | Szymon Rekita       | Pologne    | Leopard Pro Cycling                     | 4 h 11 min 18 s |
| 2e | Ken-Levi Eikeland   | Norvège    | FixIT.no                                | + 8 s           |
| 3e | Marcus Fåglum       | Suède      | Tre Berg-PostNord                       | + 8 s           |
| 4e | Fabian Lienhard     | Suisse     | Team Vorarlberg                         | + 8 s           |
| 5e | Aksel Nõmmela       | Estonie    | Leopard Pro Cycling                     | + 8 s           |
| 6e | Dominik Hrinkow     | Autriche   | Hrinkow Advarics Cycleang               | + 8 s           |
| 7e | Raphael Freienstein | Allemagne  | Team Lotto-Kern Haus                    | + 8 s           |
| 8e | Kim Magnusson       | Suède      | Tre Berg-PostNord                       | + 8 s           |
| 9e | Christian Mager     | Allemagne  | Team Sauerland NRW p/b Henly & Partners | + 8 s           |
| 10e | Tom Wirtgen         | Luxembourg | Leopard Pro Cycling                     | + 8 s           |

| \| Classement général \| Classement général \| Classement général \| Classement général \| Classement général \| \| Coureur \| Coureur \| Pays \| Équipe \| Temps \| \| ------------------ \| ------------------- \| ------------------ \| -------------------------- \| ------------------ \| \| 1er \| Colin Stüssi \| Suisse \| Roth-Akros \| 8 h 03 min 50 s \| \| 2e \| Åsmund Løvik \| Norvège \| FixIT.no \| + 30 s \| \| 3e \| Cyrille Thièry \| Suisse \| Suisse \| + 1 min 20 s \| \| 4e \| Szymon Rekita \| Pologne \| Leopard Pro Cycling \| + 1 min 23 s \| \| 5e \| Audun Fløtten \| Norvège \| Uno-X Hydrogen Development \| + 1 min 25 s \| \| 6e \| Ken-Levi Eikeland \| Norvège \| FixIT.no \| + 1 min 35 s \| \| 7e \| Marcus Fåglum \| Suède \| Tre Berg-PostNord \| + 1 min 37 s \| \| 8e \| Patrick Schelling \| Suisse \| Team Vorarlberg \| + 1 min 38 s \| \| 9e \| Dominik Hrinkow \| Autriche \| Hrinkow Advarics Cycleang \| + 1 min 39 s \| \| 10e \| Raphael Freienstein \| Allemagne \| Team Lotto-Kern Haus \| + 1 min 39 s \| |                     |           |                            |                 |
| |                     |           |                            |                 |
| Source : ProCyclingStats |                     |           |                            |                 |
| Classement général |                     |           |                            |                 |
| Coureur | Coureur             | Pays      | Équipe                     | Temps           |
| 1er | Colin Stüssi        | Suisse    | Roth-Akros                 | 8 h 03 min 50 s |
| 2e | Åsmund Løvik        | Norvège   | FixIT.no                   | + 30 s          |
| 3e | Cyrille Thièry      | Suisse    | Suisse                     | + 1 min 20 s    |
| 4e | Szymon Rekita       | Pologne   | Leopard Pro Cycling        | + 1 min 23 s    |
| 5e | Audun Fløtten       | Norvège   | Uno-X Hydrogen Development | + 1 min 25 s    |
| 6e | Ken-Levi Eikeland   | Norvège   | FixIT.no                   | + 1 min 35 s    |
| 7e | Marcus Fåglum       | Suède     | Tre Berg-PostNord          | + 1 min 37 s    |
| 8e | Patrick Schelling   | Suisse    | Team Vorarlberg            | + 1 min 38 s    |
| 9e | Dominik Hrinkow     | Autriche  | Hrinkow Advarics Cycleang  | + 1 min 39 s    |
| 10e | Raphael Freienstein | Allemagne | Team Lotto-Kern Haus       | + 1 min 39 s    |

### 3eétape
| \| Classement de l'étape \| Classement de l'étape \| Classement de l'étape \| Classement de l'étape \| Classement de l'étape \| \| Coureur \| Coureur \| Pays \| Équipe \| Temps \| \| --------------------- \| --------------------- \| --------------------- \| -------------------------- \| --------------------- \| \| 1er \| Alexander Kamp \| Danemark \| VéloCONCEPT \| 4 h 03 min 46 s \| \| 2e \| Alan Banaszek \| Pologne \| Pologne \| + 0 s \| \| 3e \| Théry Schir \| Suisse \| Team Vorarlberg \| + 0 s \| \| 4e \| Raphael Freienstein \| Allemagne \| Team Lotto-Kern Haus \| + 0 s \| \| 5e \| Marcus Fåglum \| Suède \| Tre Berg-PostNord \| + 0 s \| \| 6e \| Szymon Sajnok \| Pologne \| Pologne \| + 0 s \| \| 7e \| Mattia De Marchi \| Italie \| Hrinkow Advarics Cycleang \| + 0 s \| \| 8e \| Andreas Hofer \| Autriche \| Hrinkow Advarics Cycleang \| + 0 s \| \| 9e \| Tom Wirtgen \| Luxembourg \| Leopard Pro Cycling \| + 0 s \| \| 10e \| Torstein Træen \| Norvège \| Uno-X Hydrogen Development \| + 0 s \| |                     |            |                            |                 |
| |                     |            |                            |                 |
| Source : ProCyclingStats |                     |            |                            |                 |
| Classement de l'étape |                     |            |                            |                 |
| Coureur | Coureur             | Pays       | Équipe                     | Temps           |
| 1er | Alexander Kamp      | Danemark   | VéloCONCEPT                | 4 h 03 min 46 s |
| 2e | Alan Banaszek       | Pologne    | Pologne                    | + 0 s           |
| 3e | Théry Schir         | Suisse     | Team Vorarlberg            | + 0 s           |
| 4e | Raphael Freienstein | Allemagne  | Team Lotto-Kern Haus       | + 0 s           |
| 5e | Marcus Fåglum       | Suède      | Tre Berg-PostNord          | + 0 s           |
| 6e | Szymon Sajnok       | Pologne    | Pologne                    | + 0 s           |
| 7e | Mattia De Marchi    | Italie     | Hrinkow Advarics Cycleang  | + 0 s           |
| 8e | Andreas Hofer       | Autriche   | Hrinkow Advarics Cycleang  | + 0 s           |
| 9e | Tom Wirtgen         | Luxembourg | Leopard Pro Cycling        | + 0 s           |
| 10e | Torstein Træen      | Norvège    | Uno-X Hydrogen Development | + 0 s           |

## Classements finals

### Classement général final
| \| Classement général \| Classement général \| Classement général \| Classement général \| Classement général \| \| Coureur \| Coureur \| Pays \| Équipe \| Temps \| \| ------------------ \| ------------------- \| ------------------ \| -------------------------- \| ------------------ \| \| 1er \| Colin Stüssi \| Suisse \| Roth-Akros \| 12 h 07 min 36 s \| \| 2e \| Åsmund Løvik \| Norvège \| FixIT.no \| + 30 s \| \| 3e \| Cyrille Thièry \| Suisse \| Suisse \| + 1 min 20 s \| \| 4e \| Szymon Rekita \| Pologne \| Leopard Pro Cycling \| + 1 min 23 s \| \| 5e \| Audun Fløtten \| Norvège \| Uno-X Hydrogen Development \| + 1 min 25 s \| \| 6e \| Ken-Levi Eikeland \| Norvège \| FixIT.no \| + 1 min 35 s \| \| 7e \| Marcus Fåglum \| Suède \| Tre Berg-PostNord \| + 1 min 37 s \| \| 8e \| Raphael Freienstein \| Allemagne \| Team Lotto-Kern Haus \| + 1 min 39 s \| \| 9e \| Roland Thalmann \| Suisse \| Roth-Akros \| + 1 min 39 s \| \| 10e \| Aksel Nõmmela \| Estonie \| Leopard Pro Cycling \| + 1 min 40 s \| |                     |           |                            |                  |
| |                     |           |                            |                  |
| Source : ProCyclingStats |                     |           |                            |                  |
| Classement général |                     |           |                            |                  |
| Coureur | Coureur             | Pays      | Équipe                     | Temps            |
| 1er | Colin Stüssi        | Suisse    | Roth-Akros                 | 12 h 07 min 36 s |
| 2e | Åsmund Løvik        | Norvège   | FixIT.no                   | + 30 s           |
| 3e | Cyrille Thièry      | Suisse    | Suisse                     | + 1 min 20 s     |
| 4e | Szymon Rekita       | Pologne   | Leopard Pro Cycling        | + 1 min 23 s     |
| 5e | Audun Fløtten       | Norvège   | Uno-X Hydrogen Development | + 1 min 25 s     |
| 6e | Ken-Levi Eikeland   | Norvège   | FixIT.no                   | + 1 min 35 s     |
| 7e | Marcus Fåglum       | Suède     | Tre Berg-PostNord          | + 1 min 37 s     |
| 8e | Raphael Freienstein | Allemagne | Team Lotto-Kern Haus       | + 1 min 39 s     |
| 9e | Roland Thalmann     | Suisse    | Roth-Akros                 | + 1 min 39 s     |
| 10e | Aksel Nõmmela       | Estonie   | Leopard Pro Cycling        | + 1 min 40 s     |

### Classements annexes

#### Classement par points
| Classement par points | Classement par points | Classement par points | Classement par points | Classement par points |
| Coureur               | Coureur               | Pays                  | Équipe                | Points                |
| --------------------- | --------------------- | --------------------- | --------------------- | --------------------- |

#### Classement de la montagne
| Classement de la montagne | Classement de la montagne | Classement de la montagne | Classement de la montagne | Classement de la montagne |
| ------------------------- | ------------------------- | ------------------------- | ------------------------- | ------------------------- |
|                           | Coureur                   | Pays                      | Équipe                    | Point(s)                  |
| 1er                       | Matthias Reutimann        | Suisse                    | Roth-Akros                | 19 points                 |
| 2e                        | Stanislau Bazhkou         | Biélorussie               | Minsk CC                  | 10 pts                    |
| 3e                        | Roland Thalmann           | Suisse                    | Roth-Akros                | 6 pts                     |
| modifier                  |                           |                           |                           |                           |

#### Classement du meilleur jeune
| Classement du meilleur jeune | Classement du meilleur jeune | Classement du meilleur jeune | Classement du meilleur jeune | Classement du meilleur jeune |
|                              | Coureur                      | Pays                         | Équipe                       | Temps                        |
| ---------------------------- | ---------------------------- | ---------------------------- | ---------------------------- | ---------------------------- |
| 1er                          | Tom Wirtgen                  | Luxembourg                   | Leopard                      | en 12 h 9 min 17 s           |
| 2e                           | Torstein Traeen              | Norvège                      | Uno-X Hydrogen Development   | m.t.                         |
| 3e                           | Luca Henn                    | Allemagne                    | Lotto-Kern-Haus              | m.t.                         |
| modifier                     |                              |                              |                              |                              |

#### Classement par équipes
| Classement par équipes | Classement par équipes | Classement par équipes | Classement par équipes |
| Équipe                 | Équipe                 | Pays                   | Temps                  |
| ---------------------- | ---------------------- | ---------------------- | ---------------------- |

| Classement par équipes | Classement par équipes     | Classement par équipes | Classement par équipes |
|                        | Équipe                     | Pays                   | Temps                  |
| ---------------------- | -------------------------- | ---------------------- | ---------------------- |
| 1re                    | Roth-Akros                 | Suisse                 | en 36 h 26 min 36 s    |
| 2e                     | Leopard                    | Luxembourg             | + 1 min 12 s           |
| 3e                     | Uno-X Hydrogen Development | Norvège                | + 2 min 6 s            |
| modifier               |                            |                        |                        |

### UCI Europe Tour
Ce Tour International de Rhodes attribue des points pour l'UCI Europe Tour 2017, par équipes seulement aux coureurs des équipes continentales professionnelles et continentales, individuellement à tous les coureurs sauf ceux faisant partie d'une équipe ayant un label WorldTeam.
| Position,          | 1er | 2e | 3e | 4e | 5e | 6e | 7e | 8e à 10e |
| Classement général | 40  | 30 | 25 | 20 | 15 | 10 | 5  | 3        |
| Par étape          | 7   | 3  | 1  |    |    |    |    |          |
| Leader, par étape  | 1   |    |    |    |    |    |    |          |

## Liste des participants
| Équipe mixte Iviskos-Rodilios | Équipe mixte Iviskos-Rodilios    | Équipe mixte Iviskos-Rodilios |
| ----------------------------- | -------------------------------- | ----------------------------- |
| Num                           | Coureur                          | Pos                           |
| 1                             | Kyriakos Papastamatakis (GRE)    | 84e                           |
| 2                             | Giannis Pozidis (GRE)            | AB-1                          |
| 3                             | Georgios Stefanakis (GRE)        | AB-2                          |
| 4                             | Vasileios Tsopouroglou (GRE)     | AB-1                          |
| 5                             | Panagiotis Christapopoulos (GRE) | 80e                           |
| 6                             | Anastasios Koumpetsos (GRE)      | AB-1                          |
| Directeur sportif :           |                                  |                               |

| Équipe nationale de Grèce GRE | Équipe nationale de Grèce GRE | Équipe nationale de Grèce GRE |
| ----------------------------- | ----------------------------- | ----------------------------- |
| Num                           | Coureur                       | Pos                           |
| 11                            | Ioannis Iliadis (GRE)         | 85e                           |
| 12                            | Charálampos Kastrantás (GRE)  | 57e                           |
| 13                            | Alexandros Papaderos (GRE)    | AB-1                          |
| 14                            | Ioannis Kiriakidis (GRE)      | 81e                           |
| 15                            | Geórgios Stravakákis (GRE)    | 61e                           |
| 16                            | Polychrónis Tzortzákis (GRE)  | 46e                           |
| Directeur sportif :           |                               |                               |

| Leopard LPC         | Leopard LPC             | Leopard LPC |
| ------------------- | ----------------------- | ----------- |
| Num                 | Coureur                 | Pos         |
| 21                  | Jan Brockhoff (GER)     | 16e         |
| 22                  | Carmelo Foti (ITA)      | 43e         |
| 23                  | Alexander Krieger (GER) | 20e         |
| 24                  | Szymon Rekita (POL)     | 4e          |
| 25                  | Aksel Nõmmela (EST)     | 10e         |
| 26                  | Tom Wirtgen (LUX)       | 14e         |
| Directeur sportif : |                         |             |

| SKC Tufo Prostějov SKC | SKC Tufo Prostějov SKC    | SKC Tufo Prostějov SKC |
| ---------------------- | ------------------------- | ---------------------- |
| Num                    | Coureur                   | Pos                    |
| 31                     | Petr Hampl (CZE)          | 72e                    |
| 32                     | Matěj Zahálka (CZE)       | 30e                    |
| 33                     | Marek Sipos (CZE)         | 73e                    |
| 34                     | Matej Stibingr (CZE)      | 67e                    |
| 35                     | Wojtek Pszczolarski (POL) | AB-2                   |
| 36                     | Adrian Tekliński (POL)    | AB-1                   |
| Directeur sportif :    |                           |                        |

| Tre Berg-PostNord TTB | Tre Berg-PostNord TTB  | Tre Berg-PostNord TTB |
| --------------------- | ---------------------- | --------------------- |
| Num                   | Coureur                | Pos                   |
| 51                    |                        |                       |
| 52                    | Erik Sandersson (SWE)  | 63e                   |
| 53                    | Marcus Fåglum (SWE)    | 7e                    |
| 54                    | Kim Magnusson (SWE)    | 12e                   |
| 55                    | Ludvig Bengtsson (SWE) | 76e                   |
| 56                    | Pontus Kastemyr (SWE)  | 44e                   |
| Directeur sportif :   |                        |                       |

| Véloconcept TVC     | Véloconcept TVC              | Véloconcept TVC |
| ------------------- | ---------------------------- | --------------- |
| Num                 | Coureur                      | Pos             |
| 61                  | Alexander Kamp (DEN) (Route) | 66e             |
| 62                  | Michael Reihs (DEN)          | 33e             |
| 63                  | Andreas Hyldgaard (DEN)      | 71e             |
| 64                  | Mark Sehested Pedersen (DEN) | 32e             |
| 65                  | Anthon Charmig (DEN)         | 18e             |
| 66                  | Nikolaj Moltke Steen (DEN)   | 26e             |
| Directeur sportif : |                              |                 |

| For Galilee Cycles Israel | For Galilee Cycles Israel | For Galilee Cycles Israel |
| ------------------------- | ------------------------- | ------------------------- |
| Num                       | Coureur                   | Pos                       |
| 71                        | Shadi Halabi (ISR)        | AB-3                      |
| 72                        | Shlomi Lev (ISR)          | AB-1                      |
| 73                        | Noam Straschov (ISR)      | AB-1                      |
| 74                        | Idan Rajuan (ISR)         | AB-3                      |
| 75                        | Paschur Or (ISR)          | AB-1                      |
| 76                        | Gil kashi (ISR)           | AB-2                      |
| Directeur sportif :       |                           |                           |

| Uno-X Hydrogen Development UXT | Uno-X Hydrogen Development UXT | Uno-X Hydrogen Development UXT |
| ------------------------------ | ------------------------------ | ------------------------------ |
| Num                            | Coureur                        | Pos                            |
| 81                             | Torstein Traeen (NOR)          | 15e                            |
| 82                             | Torjus Sleen (NOR)             | 39e                            |
| 83                             | Lars Saugstad (NOR)            | 49e                            |
| 84                             | Audun Brekke Fløtten (NOR)     | 5e                             |
| 85                             | Sondre Kristiansen (NOR)       | 31e                            |
| 86                             | Sedrik Ulleboe (NOR)           | 59e                            |
| Directeur sportif :            |                                |                                |

| FixIT.no FIX        | FixIT.no FIX                | FixIT.no FIX |
| ------------------- | --------------------------- | ------------ |
| Num                 | Coureur                     | Pos          |
| 91                  | Matti Manninen (FIN)        | AB-2         |
| 92                  | Åsmund Løvik Romstad (NOR)  | 2e           |
| 93                  | Sindre Eid Hermansen (NOR)  | 55e          |
| 94                  | Ken-Levi Eikeland (NOR)     | 6e           |
| 95                  | Elias Angell Spikseth (NOR) | AB-1         |
| 96                  | Jon Soeveras Breivold (NOR) | 50e          |
| Directeur sportif : |                             |              |

| Feldbinder Owayo KTM | Feldbinder Owayo KTM        | Feldbinder Owayo KTM |
| -------------------- | --------------------------- | -------------------- |
| Num                  | Coureur                     | Pos                  |
| 101                  | Matthias Wieneroither (AUT) | AB-1                 |
| 102                  | Raphael Hammerschmid (AUT)  | 87e                  |
| 103                  | Alexander Holzinger (AUT)   | AB-1                 |
| 104                  | Lukas Reckendorfer (AUT)    | 97e                  |
| 105                  | Marvin Hammerschmid (AUT)   | 68e                  |
| 106                  | Julian Steindler (AUT)      | AB-1                 |
| Directeur sportif :  |                             |                      |

| Torku Şekerspor TRK | Torku Şekerspor TRK                  | Torku Şekerspor TRK |
| ------------------- | ------------------------------------ | ------------------- |
| Num                 | Coureur                              | Pos                 |
| 111                 | Ahmet Örken (TUR) (Contre-la-montre) | 36e                 |
| 112                 | Ahmet Akdilek (TUR)                  | 88e                 |
| 113                 | Fatih Keleş (TUR)                    | 98e                 |
| 114                 | Feritcan Şamlı (TUR)                 | 90e                 |
| 115                 |                                      |                     |
| 116                 |                                      |                     |
| Directeur sportif : |                                      |                     |

| Équipe nationale de Finlande FIN | Équipe nationale de Finlande FIN | Équipe nationale de Finlande FIN |
| -------------------------------- | -------------------------------- | -------------------------------- |
| Num                              | Coureur                          | Pos                              |
| 121                              | Lauri Seppa (FIN)                | AB-2                             |
| 122                              | Sasu Halme (FIN)                 | 25e                              |
| 123                              | Marco-Tapio Niemi (FIN)          | AB-2                             |
| 124                              | Petter Mattsson (FIN)            | AB-2                             |
| 125                              |                                  |                                  |
| 126                              | Jesse Uusiperhe (FIN)            | AB-3                             |
| Directeur sportif :              |                                  |                                  |

| Velo Schils Interbike | Velo Schils Interbike | Velo Schils Interbike |
| --------------------- | --------------------- | --------------------- |
| Num                   | Coureur               | Pos                   |
| 131                   | David Clarke (GBR)    | AB-2                  |
| 132                   | Dominic Schils (GBR)  | AB-2                  |
| 133                   | Peter Murdoch (GBR)   | 99e                   |
| 134                   | Wilson Renwick (GBR)  | AB-1                  |
| 135                   | Mark Yale (GBR)       | AB-1                  |
| 136                   | Bradley Stokes (GBR)  | 42e                   |
| Directeur sportif :   |                       |                       |

| Embrace the World   | Embrace the World         | Embrace the World |
| ------------------- | ------------------------- | ----------------- |
| Num                 | Coureur                   | Pos               |
| 141                 | Benjamin Stauder (GER)    | 95e               |
| 142                 | Kevin-Andreas Vogel (GER) | 101e              |
| 143                 | Andreas Leppert (GER)     | 96e               |
| 144                 | Thomas Koep (GER)         | AB-3              |
| 145                 | Marcel Peschges (GER)     | 94e               |
| 146                 | Konstantin Hanebeck (GER) | NP-2              |
| Directeur sportif : |                           |                   |

| Cyclesport.se-Memil CSM | Cyclesport.se-Memil CSM    | Cyclesport.se-Memil CSM |
| ----------------------- | -------------------------- | ----------------------- |
| Num                     | Coureur                    | Pos                     |
| 151                     | Yannick Janssen (NED)      | NP-2                    |
| 152                     | Ben Hetherington (GBR)     | NP-3                    |
| 153                     | Hiski Kanerva (FIN)        | AB-1                    |
| 154                     | Nikolai Tefre-Lunder (NOR) | 79e                     |
| 155                     | Mikkel Tefre-Lunder (NOR)  | AB-2                    |
| 156                     |                            |                         |
| Directeur sportif :     |                            |                         |

| Οpelit-Fachklinik Dr Herzog | Οpelit-Fachklinik Dr Herzog | Οpelit-Fachklinik Dr Herzog |
| --------------------------- | --------------------------- | --------------------------- |
| Num                         | Coureur                     | Pos                         |
| 161                         | Gabriel Ossyra (GER)        | 65e                         |
| 162                         | Victor Brück (GER)          | 45e                         |
| 163                         | Moritz Horn (GER)           | AB-1                        |
| 164                         | Tim Becker (GER)            | 93e                         |
| 165                         | Leonhardt Berger (GER)      | AB-1                        |
| 166                         | Leon Echtermann (GER)       | 102e                        |
| Directeur sportif :         |                             |                             |

| Wiggins WGN         | Wiggins WGN              | Wiggins WGN |
| ------------------- | ------------------------ | ----------- |
| Num                 | Coureur                  | Pos         |
| 171                 | Scott Davies (GBR)       | AB-1        |
| 172                 | Michael Thompson (GBR)   | 53e         |
| 173                 |                          |             |
| 174                 | Michael O'Loughlin (IRL) | 40e         |
| 175                 | Nathan Draper (GBR)      | 70e         |
| 176                 | James Knox (GBR)         | 37e         |
| Directeur sportif : |                          |             |

| Équipe nationale de Suisse SUI | Équipe nationale de Suisse SUI | Équipe nationale de Suisse SUI |
| ------------------------------ | ------------------------------ | ------------------------------ |
| Num                            | Coureur                        | Pos                            |
| 181                            | Loïc Perizzolo (SUI)           | AB-2                           |
| 182                            | Dimitri Bussard (SUI)          | 58e                            |
| 183                            | Tristan Marguet (SUI)          | AB-2                           |
| 184                            | Frank Pasche (SUI)             | 60e                            |
| 185                            | Lukas Rüegg (SUI)              | 27e                            |
| 186                            | Cyrille Thièry (SUI)           | 3e                             |
| Directeur sportif :            |                                |                                |

| Lotto-Kern-Haus LKH | Lotto-Kern-Haus LKH       | Lotto-Kern-Haus LKH |
| ------------------- | ------------------------- | ------------------- |
| Num                 | Coureur                   | Pos                 |
| 191                 | Raphael Freienstein (GER) | 8e                  |
| 192                 | Christopher Hatz (GER)    | 51e                 |
| 193                 | Luca Henn (GER)           | 17e                 |
| 194                 | Joshua Huppertz (GER)     | 54e                 |
| 195                 | Jonas Tenbrock (GER)      | 69e                 |
| 196                 |                           |                     |
| Directeur sportif : |                           |                     |

| Vorarlberg VOL      | Vorarlberg VOL          | Vorarlberg VOL |
| ------------------- | ----------------------- | -------------- |
| Num                 | Coureur                 | Pos            |
| 201                 | Patrick Schelling (SUI) | 22e            |
| 202                 | Reinier Honig (NED)     | 34e            |
| 203                 | Michael Kucher (AUT)    | 47e            |
| 204                 | Fabian Lienhard (SUI)   | AB-3           |
| 205                 | Francesc Zurita (ESP)   | NP-3           |
| 206                 | Théry Schir (SUI)       | 35e            |
| Directeur sportif : |                         |                |

| Maxxis 4 Racing     | Maxxis 4 Racing              | Maxxis 4 Racing |
| ------------------- | ---------------------------- | --------------- |
| Num                 | Coureur                      | Pos             |
| 211                 | Joseph Harris (GBR)          | 89e             |
| 212                 | Benjamin Trippier (GBR)      | AB-1            |
| 213                 | Jack Williams (GBR)          | AB-1            |
| 214                 | Mathew Lythgoe (GBR)         | AB-2            |
| 215                 | Kieran Wynne-Cattanach (GBR) | 103e            |
| 216                 | George Boardman (GBR)        | AB-1            |
| Directeur sportif : |                              |                 |

| Équipe mixte SP Tableware | Équipe mixte SP Tableware   | Équipe mixte SP Tableware |
| ------------------------- | --------------------------- | ------------------------- |
| Num                       | Coureur                     | Pos                       |
| 221                       | Periklís Ilías (GRE)        | 86e                       |
| 222                       | Geórgios Boúglas (GRE)      | 83e                       |
| 223                       | Zísis Soúlios (GRE)         | AB-1                      |
| 224                       | Dimítrios Antoniádis (GRE)  | AB-2                      |
| 225                       | Michail Mavrikakis (GRE)    | AB-2                      |
| 226                       | Anastasios Kourmpetis (GRE) | AB-2                      |
| Directeur sportif :       |                             |                           |

| Minsk CC MCC        | Minsk CC MCC                | Minsk CC MCC |
| ------------------- | --------------------------- | ------------ |
| Num                 | Coureur                     | Pos          |
| 241                 | Stanislau Bazhkou (BLR)     | 28e          |
| 242                 | Oleksandr Golovash (UKR)    | 82e          |
| 243                 | Kanstantin Klimiankou (BLR) | 41e          |
| 244                 | Siarhei Papok (BLR)         | AB-3         |
| 245                 | Yauhen Sobal (BLR)          | 92e          |
| 246                 | Eduard Vorganov (RUS)       | 13e          |
| Directeur sportif : |                             |              |

| Équipe nationale de Pologne POL | Équipe nationale de Pologne POL | Équipe nationale de Pologne POL |
| ------------------------------- | ------------------------------- | ------------------------------- |
| Num                             | Coureur                         | Pos                             |
| 251                             | Alan Banaszek (POL)             | 56e                             |
| 252                             | Daniel Staniszewski (POL)       | AB-1                            |
| 253                             | Dawid Czubak (POL)              | AB-1                            |
| 254                             |                                 |                                 |
| 255                             | Szymon Sajnok (POL)             | 62e                             |
| 256                             | Bartosz Rudyk (POL)             | AB-1                            |
| Directeur sportif :             |                                 |                                 |

| Roth-Akros TRA      | Roth-Akros TRA                 | Roth-Akros TRA |
| ------------------- | ------------------------------ | -------------- |
| Num                 | Coureur                        | Pos            |
| 261                 | Valentin Baillifard (SUI)      | 29e            |
| 262                 | Jonathan Fumeaux (SUI) (Route) | AB-3           |
| 263                 | Matthias Reutimann (SUI)       | 23e            |
| 264                 | Pirmin Lang (SUI)              | 48e            |
| 265                 | Colin Stüssi (SUI)             | 1er            |
| 266                 | Roland Thalmann (SUI)          | 9e             |
| Directeur sportif : |                                |                |

| Sauerland NRW-Henley & Partners SVL | Sauerland NRW-Henley & Partners SVL | Sauerland NRW-Henley & Partners SVL |
| ----------------------------------- | ----------------------------------- | ----------------------------------- |
| Num                                 | Coureur                             | Pos                                 |
| 271                                 | Aaron Grosser (GER)                 | AB-3                                |
| 272                                 | Felix Intra (GER)                   | NP-3                                |
| 273                                 | Luca-Felix Happke (GER)             | 74e                                 |
| 274                                 | Christoph Schweizer (GER)           | 77e                                 |
| 275                                 | Viktor Muller (GER)                 | 100e                                |
| 276                                 | Christian Mager (GER)               | 11e                                 |
| Directeur sportif :                 |                                     |                                     |

| Hrinkow Advarics Cycleang HAC | Hrinkow Advarics Cycleang HAC | Hrinkow Advarics Cycleang HAC |
| ----------------------------- | ----------------------------- | ----------------------------- |
| Num                           | Coureur                       | Pos                           |
| 251                           | Andreas Graf (AUT)            | 24e                           |
| 252                           | Mattia De Marchi (ITA)        | 64e                           |
| 253                           | Dennis Paulus (AUT)           | 91e                           |
| 254                           | Andreas Hofer (AUT)           | 38e                           |
| 255                           | Dominik Hrinkow (AUT)         | 21e                           |
| 256                           | James McLaughlin (GBR)        | NP-2                          |
| Directeur sportif :           |                               |                               |

| Dauner D&DQ-Akkon TDA | Dauner D&DQ-Akkon TDA      | Dauner D&DQ-Akkon TDA |
| --------------------- | -------------------------- | --------------------- |
| Num                   | Coureur                    | Pos                   |
| 261                   | Marco Muller-Sciacca (GER) | AB-3                  |
| 262                   | Philipp Mamos (GER)        | 78e                   |
| 263                   | Justin Wolf (GER)          | 52e                   |
| 264                   | Moritz Backofen (GER)      | 19e                   |
| 265                   | Jan Van-Puyvelde (GER)     | AB-2                  |
| 266                   | Lukas Löer (GER)           | AB-3                  |
| Directeur sportif :   |                            |                       |